# Setanta malinensis
Setanta malinensis är en stekelart som beskrevs av Heinrich 1934. Setanta malinensis ingår i släktet Setanta och familjen brokparasitsteklar. Inga underarter finns listade i Catalogue of Life.